# Музей народов СССР
Музей народов СССР (сокращённо МН СССР), ранее — Центральный музей народоведения (сокращённо ЦМН), — музейное учреждение в Москве, созданное в 1924 году и закрытое в 1948 году.

## История

### Проекты музея
Предшественником музея был Дашковский этнографический музей, также известный как Этнографическое отделение Румянцевского музея. Этот музей обладал большими коллекциями, но недостаточными помещениями ни для их хранения, ни для их выставления. Сотрудники Дашковского музея уже в начале 1910-х годов выступали за его выделение из Румянцевского музея в отдельный музей. Заведующий отделением иностранной этнографии В. В. Богданов (1868—1949) разработал проект крупного этнографического музея.
В начале 1920-х происходили дискуссии с участием крупнейших российских этнографов-музееведов, в том числе Б. Ф. Адлера и Д. Н. Анучина, посвящённые вопросу создания в Москве этнографического музея. Была создана Этнографическая комиссия при Главмузее (позже — Комиссия по организации Центрального этнографического музея), председателем которой стал Б. Ф. Адлер. В 1921 году Комиссия приняла юридическое решение о создании Центрального этнографического музея под началом Д. Т. Яновича, но фактически этот музей создан не был.
В ходе дальнейших дискуссий был принят проект В. В. Богданова. По его концепции, будущий музей являлся в первую очередь научным учреждением,
состоящим из двух частей: научно-систематической (Этногалерея) и научно-популярной (музей под открытым небом, или Этнопарк). Предполагалось, что Этногалерея должна размещаться в доме Пашкова (сейчас Российская государственная библиотека), а Этнопарк — на Воробьёвых горах (фактически не был реализован). Музей должен был быть хранилищем научно-достоверных бытовых документов, чтобы давать ясный и точный ответ об истории и содержании народного быта, представляемого в его коллекциях. При этом экспозиция музея должна была быть доступна пониманию не только специалистов, но и широкой публики.

### Основание музея
В результате в 1924 году в Москве на основе коллекций Дашковский этнографический музей (Этнографического отделения Румянцевского музея) был образован Центральный музей народоведения. Музей разместился в здании Мамоновой дачи на Воробьёвых горах (сейчас ул. Косыгина, д. 4) — усадьбе середины XVIII века на высоком обрывистом берегу Москвы-реки. В первые годы музею также принадлежал дом Пашкова. Первым директором ЦМН был Б. М. Соколов, занимавший должность 1930 года.
Музей открылся в августе 1924 года. В первое время его основная экспозиция, Этногалерея, расположилась в здании Мамоновой дачи. На первом этаже были представлены народы Сибири (ханты, ненцы, якуты, буряты), на втором — народы Средней Азии (узбеки, киргизы), Кавказа, белорусы, украинцы и русские. Имелись выставки макетов жилищ, детского воспитания (коллекция Е. А. Покровского) и костюмов народов Поволжья. Также под открытым небом были размещены бурятская, киргизская и хакасская юрты и берестяной хантыйский чум. В 1926 году были добавлены марийские, крымскотатарские и черкесские экспозиции.

### Деятельность музея
В 1927 году музей из переехал из дома Пашкова переехал в здание Нескучного дворца на Большой Калужской (ныне Ленинский пр-т, д. 14). В Нескучном дворце расположилось отделение европейской этнографии (включавшее коллекции по восточным, западным и южным славянам, молдаванам, латышам, литовцам, тюркским и финно-угорским народам европейской части СССР), в Мамоновой даче — внеевропейской (по народам Сибири, Средней Азии и Кавказа). В 1927—1929 годах в музее проходили выставка искусства народов СССР, отчётная выставка Тунгусской экспедиции ЦМН, выставки «Деревня на путях к социализму» и «Труд и быт женщины», выставка по малым народам Севера.
В 1927 году была начата подтоговка вводного отдела «Человек и его культура», открывшегося в 1930—1931 годах и состоявшего из шести разделов: антропологического, «Человек и среда», археологического, этнологического, политического и культурно-экономического и раздела СССР. Отдел предназначался для подготовки посетителя к восприятию остальной экспозиции.
В 1926 году музей выпустил два издания из серии «Этнологические очерки», а 1929 году — первый том «Трудов ЦМН». С 1928 года бюро просветительной работы музея выпускало популярные брошюры о жилище, одежде, быте народов СССР. В музее проводились практические занятия для студентов, которые участвовали в создании экспозиций и ездили в музейные экспедиции, действовал семинар по музееведению для аспирантов Института народов Востока под руководством Е. М. Шиллинга.

### Этнографические экспедиции
В 1920-х годах развернулась широкомасштабная полевая собирательская и исследовательская работа московских этнографов в различных областях СССР. Именно экспедиционные сборы стали основным источником пополнения собрания ЦМН, которое к 1929 году насчитывало до 60 тысяч единиц хранения и стало вдвое больше коллекций Дашковского этнографического музея начала 1920 годов. К январю 1929 года фонды отдела восточных славян насчитывали 20 990 ед. хр., славяно-литовского — 3575 ед. хр., угро-финского — около 6000 ед. хр., турко-татарского — около 4100 ед. хр., среднеазиатского — около 4500 ед. хр., кавказского — 3788 ед. хр., сибирского — около 8000 ед. хр., Южной и Восточной Азии — около 4150 ед. хр., Австралии — 2716 ед. хр. В музей поступали также коллекции с выставок, от частных лиц, передавались из других музеев.
Система комплектования коллекций, по убеждению учёных, должна отвечать требованиям научности, поэтому экспедиционным сборам придавалось первостепенное значение. По словам Б. М. Соколова, состав коллекций музея диктовал выбор районов для экспедиций: они проводились в среде тех народов, которые были слишком мало представлены в музее или чьи коллекции нуждались в пополнении. Также в ходе полевых исследований приходилось следить за датировкой прежних, «безлегендных» экспонатов в фондах ЦМН.
Наряду с экспедициями сотрудники музея вели стационарное изучение «отдельных типичных селений», а также экономическое изучение районов и археологические раскопки. Все экспедиции и командировки, как отмечал Б. М. Соколов, проводились в контакте с местными «представителями этносов», с краеведческими обществами и музеями. Местные музеи подвергались детальному изучению, участники экспедиции давали указания и советы в организации музеев, в методах и планах собирания. На местах сотрудники ЦМН читали лекции, делали доклады. Такая научно-методическая, консультативная деятельность, осуществлявшаяся центральным этнографическим музеем, имела большое значение для развития музейного дела в регионах.

### Период репрессий
В конце 1920-х — начале 1930-х годов музей столкнулся с политическими репрессиями и «чистками». В январе 1929 года был уволен В. В. Богданов (в 1930 году арестован и отправлен в ссылку). В октябре 1929 года по обвинению в «антисоветской агитации» был арестован и попал в ссылку Б. А. Васильев. В 1930 году были арестованы Б. С. Жуков (погиб в 1934 году) и Б. А. Куфтин. В 1933 году были арестованы М. Т. Маркелов (расстрелян в 1937 году) и Н. И. Лебедева. Также были уволены или ушли многие сотрудники, включая директора Б. М. Соколова в 1930 году.
В 1930 году на Первом всероссийском музейном съезде было решено, что музеи должны непосредственно обслуживать социалистическое строительство, после чего в 1932—1934 годах проводилась реорганизация этнографических музеев в музеи национальной политики. Центральный музей народоведения первым попал под эту реорганизацию и в 1931—1934 годах был преобразован в Музей народов СССР.
В этнографических музеях советская власть видела пропагандистские центры, в результате чего собирательская, исследовательская и экспозиционная работа музеев была подчинена выполнению задач социалистического строительства и политико-просветительской функции. Х. М. Турьинская пишет, что шли гонения на этнографию и краеведение.
И даже «реабилитация» этнографии как науки со второй половины 1930-х годов уже не могла исправить тяжелое положение, в которое попал музей.

### Закрытие
В 1948 году Музей народов СССР был закрыт, его вещевое собрание было передано в музеи Ленинграда (главным образом в Государственный музей этнографии, который тогда же получил наименование Государственный музей этнографии народов СССР; с 1992 года носит название Российский этнографический музей) и Москвы.
Среди московских деятелей науки, которые пытались защитить Музей народов СССР от закрытия и расформирования, были В. В. Богданов, С. А. Токарев, С. П. Толстов, П. Г. Богатырёв, М. Г. Левин, П. И. Кушнер. В начале 1948 года представители научной общественности Москвы направили в ЦК ВКП (б) письмо о необходимости сохранения музея.
Позднее С. А. Токарев от лица научных работников написал в редакцию газеты «Правда» письмо в защиту музея. В. В. Богданов в своей «Записке о реконструкции центральных этнографических музеев в Москве и Ленинграде», написанной вскоре после официально принятого правительством РСФСР решения о закрытии МН СССР, предлагал провести его конструктивно-техническую и идеологическую реконструкцию. Возможно, он видел в этом последний и единственный путь спасения московского этнографического музея.
Несмотря на все действия в защиту музея, он был закрыт и Москва на несколько десятилетий осталась без этнографического музея. В 1960—1990-е годах предпринимались безуспешные попытки воплотить в жизнь идею воссоздания этномузея в Москве. На это влияло в том числе то, что до 1992 года ленинградская Кунсткамера являлась частью московского Института этнографии (позднее — этнологии и антропологии) имени Н. Н. Миклухо-Маклая, ведущего этнографического научного учреждения России.
Только в конце 1991 года было принято решение об организации в структуре Института этнологии и антропологии имени Н. Н. Миклухо-Маклая (ИЭА РАН) собственного этнографического музея, который и был организован в 1992 году. Сейчас он называется Этнографический кабинет-музей имени Н. Н. Чебоксарова.

## Директора
- 1924—1930: Б. М. Соколов[6]
- 1930—?: А. А. Тахо-Годи[6]
- ?—?: А. И. Ухарский[6]
- 1932—?: Э. Г. Мансуров[6]
- ?—?: Н. Г. Черепанов[15]
- ?—?: В. А. Петросян[15]